# Божидар Ђуровић
Божидар Ђуровић (Даниловград, 12. јануар 1960) је српски позоришни редитељ.

## Биографија
Божидар Ђуровић је рођен 12. јануара 1960. године у Даниловграду, где је завршио основну и средњу школу. Дипломирао је позоришну и радио режију на Позоришној академији (ДАМУ) у Прагу 1988. године. Стални је редитељ Драме Народног позоришта у Београду. Био је уметнички директор Сцене ,,Земун", директор Драме, помоћник управника и управник Народног позоришта у Београду, као и уметнички директор и селектор фестивала Дани "Зорана Радмиловића“ у Зајечару, Глумачких свечаности "Миливоје Живановић“ у Пожаревцу. Театролошке есеје и преводе објављивао је у  часописима "Театрон", „Сцена“, „Књижевне новине“... Драмске и оперске представе је режирао је у позориштима Београда, Прага, Подгорице, Новог Сада, Шапца, Крагујевца, Зајечара, Кијева... Режирао је више од 100 радио-драма и радиофонских дела за Радио Праг, Радио Титоград и Радио Београд. Награђиван је за редитељски рад. Бави се превођењем са чешког и словачког језика. Редовни је професор на Факултету савремених уметности и гостујући професор на Факултету примењених уметности Универзитета уметности у Београду. 

## Позоришне режије (избор)
НАРОДНО ПОЗОРИШТЕ У БЕОГРАДУ
- „Загонетне варијације“ , Е. Е. Шмит

- „Сабирни центар“ , Д. Ковачевић

- „Тужна је недеља“ , П. Милер

- „Цијанид у пет“ , П. Кохоут

- „Пуританска комедија“ , И. М. Лалић

- „Бал под маскама“ , Ђ. Верди

- „Заљубљен у три наранџе“ С. Прокофијев (корежија са Јиржием Менцлом)

ЗВЕЗДАРА ТЕАТАР, БЕОГРАД
- „Вечера будала“ , Ф. Вебер

- „Сумњиво лице“ , Б. Нушић

- „Чигра“ , В. Лану

- „Берачи снова“ , В. Ђурђевић

СРПСКО НАРОДНО ПОЗОРИШТЕ, НОВИ САД
- „Васкрсење“ Ф. Алфано

АТЕЉЕ 212, БЕОГРАД
- „Колатерална штета“ А. Тарик, Х. Брентон, Е. де ла Тур

СОЗИРИЈА, КИЈЕВ
- "Професионалац" , Д. Ковачевић

ДИСК, ПРАГ
- „Ја свога супруга не варам“ , Ж. Фејдо

ПОЗОРИШТЕ КЛУБ , ВЖЕЗНИЦКА
- „Мушица“ , А. Б. Руцанте

НАРОДНО ПОЗОРИШТЕ „ЉУБИЦА ЈОВАНОВИЋ“, ШАБАЦ
- „Професионалац“ , Д. Ковачевић

- „Урнебесна трагедија“ , Д. Ковачевић

- „Провинцијске анегдоте“ , А. Вампилов

ЦРНОГОРСКО НАРОДНО ПОЗОРИШТЕ, ПОДГОРИЦА
- „Балкански шпијун“ , Д. Ковачевић

- „Мај нејм из Митар“ , В. Огњеновић

- „Вечера будала“ , Ф. Вебер

- „Превртач“ , Н. Вујадиновић

ПИОНИРСКО ПОЗОРИШТЕ, ПОДГОРИЦА
- „Лаку ноћ децо“ , Д. Радовић

КЊАЖЕВСКО-СРПСКИ ТЕАТАР, КРАГУЈЕВАЦ
- „Шта је то у људском бићу што га води према пићу?“ , Д. Ковачевић

НАРОДНО ПОЗОРИШТЕ „ЗОРАН РАДМИЛОВИЋ“ , ЗАЈЕЧАР
- „Аудијенција / Вернисаж“ , В. Хавел

УСТАНОВА КУЛТУРЕ ,,ВУК КАРАЏИЋ" , БЕОГРАД
- „Грицкање душе“ , В. Радовић

ПОЗОРИШТЕ СЛАВИЈА, БЕОГРАД
- „Догодине у исто време“ , Б. Слејд

ПОЗОРИШТЕ "ДОБРИЦА МИЛУТИНОВИЋ" , СРЕМСКА МИТРОВИЦА
- "Како се узме" , А. Ејкбон

БЕОГРАДСКО ДРАМСКО ПОЗОРИШТЕ, БЕОГРАД
- "Лудакове белешке" , Н. В. Гогољ

НИКШИЋКО ПОЗОРИШТЕ, НИКШИЋ
- "Кумови", Д. Ковачевић

ФЕСТИВАЛ МОНОДРАМЕ И ПАНТОМИМЕ
- "Надежда Петровић", Б. Ђуровић (по мотивима романа "Боје и барут" Олгице Цице)

## Преводи
Преводи са чешког и словачког језика. 
Превео је драме:
- Карл Чапек, „Бела болест“
- Вацлав Хавел, „Анђео чувар“
- Павел Кохоут, „Цијанид у пет“
- Јаромир Сојка, „Девојка у тепиху“
- Вацлав Хавел, „Одлажење“
- Јан Јуличијански „Петар Кључић“